# Wetenschapsforum.nl
wetenschapsforum.nl (nu sciencetalk.nl) is en was een discussieforum met als thema wetenschap, in de breedste zin van het woord: zowel de exacte- (beta) als de  sociale- (alfa)wetenschappen zijn er vertegenwoordigd. Het is het grootste wetenschappelijke forum van Nederland en België. 

## Geschiedenis
Het wetenschapsforum werd opgericht op 14 januari 2003 door toenmalig student Jeroen Staudt. Aanvankelijk hadden alleen de exacte wetenschappen hun eigen forum, later bleek er voldoende animo te bestaan om ook alfawetenschappen een eigen plek te geven. De bèta-onderwerpen bleven onder de gebruikers echter het populairst. Na vanaf het begin actief te zijn geweest wordt Miels van Schaik mede-eigenaar van Wetenschapsforum per 11 april 2005. Na een periode van gezamenlijk eigendom doet de oorspronkelijke oprichter, Jeroen Staudt, afstand van Wetenschapsforum op 29 september 2006.
In 2004 werd het wetenschapsforum een partner van Kennislink.
In juli 2023 nam Ramzi Benaïssa het forum over en veranderde vervolgens de naam in Sciencetalk.nl. Het forum werd ingebed in een bredere site met meer features en mogelijkheden om wetenschappelijke kennis met elkaar uit te wisselen. 